# Tony Perez
Jose Anthony Perez (Portsmouth, 18 luglio 1935) è un attore statunitense.

## Biografia
Tony Perez nacque a Portsmouth in Virginia nel 1935. Ha origini portoricane e filippine.
Attore versatile, è apparso in numerose serie televisive, tra cui Once Upon a Time, dove interpreta il principe Henry, padre di Regina, ruolo per cui è maggiormente ricordato.

## Filmografia parziale

### Cinema
- Scarface, regia di Brian De Palma (1983)
- Alien Nation, regia di Graham Baker (1988)
- Duro da uccidere (Hard to Kill), regia di Bill Malmuth (1990)
- Massima copertura (Deep Cover), regia di Bill Duke (1992)
- The Net - Intrappolata nella rete (The Net), regia di Irwin Winkler (1995)
- Istinti criminali (Gang Related), regia di Jim Kouf (1997)
- Blow, regia di Ted Demme (2001)
- Right at Your Door, regia di Chris Gorak (2006)
- Close Range - Vi ucciderà tutti (Close Range), regia di Isaac Florentine (2015)

### Televisione
- CSI: Miami - serie TV, episodio 1x03 (2002)
- C'era una volta (Once Upon a Time) - serie TV, 10 episodi (2011-2017)
- Battle Creek - serie TV, episodio 1x02 (2015)

## Doppiatori italiani
Nelle versioni in italiano delle opere in cui ha recitato, Tony Perez è stato doppiato da:
- Bruno Alessandro in 24, Burn Notice - Duro a morire, C'era una volta
- Marco Mete in Scarface
- Luciano De Ambrosis in CSI: Miami
- Massimo Milazzo in Carnivàle (ep. 1x11)
- Diego Suarez in Carnivàle (ep. 1x12)
- Giancarlo Padoan in Right at Your Door
- Emilio Cappuccio in Sons of Anarchy
- Gianni Giuliano in Close Range - Vi ucciderà tutti